# 安房農業協同組合
安房農業協同組合（あわのうぎょうきょうどうくみあい、JA安房、安房農協）は、千葉県館山市に本店を置く農業協同組合。
2009年3月1日に鴨川農業協同組合と合併し、館山市、鴨川市、南房総市、安房郡鋸南町に支店網を有する。

## 店舗
- 本店　千葉県館山市安東72
- 営農経済センター　千葉県館山市薗307-1
- 営農指導センター鴨川　千葉県鴨川市八色557-1
- 神戸支店　千葉県館山市佐野2260-1
- 北条支店　千葉県館山市北条2032-1
- 豊房支店　千葉県館山市大戸191-9
- 館野支店　千葉県館山市安布里448-1
- 富山支店　千葉県南房総市久枝50
- 三芳支店　千葉県南房総市谷向56
- 富浦支店　千葉県南房総市富浦町原岡881-1
- 鋸南支店　千葉県安房郡鋸南町竜島1006-5
- 丸山支店　千葉県南房総市岩2601-1
- 白浜支店　千葉県南房総市白浜町白浜4593-1
- 千倉支店　千葉県南房総市千倉町瀬戸2712-31
- 江見支店　千葉県鴨川市東江見324-1
- 長狭支店　千葉県鴨川市松尾寺465-1
- 鴨川支店　千葉県鴨川市八色557-1
- 小湊支店　千葉県鴨川市内浦411-16
- 和田支店　千葉県南房総市和田町下三原389-5
- 小湊支店　千葉県鴨川市内浦411-16
- 館山給油所　千葉県館山市山本257-1
- とみやま給油所　千葉県南房総市久枝32-1
- 豊田給油所　千葉県南房総市岩糸2501－1
- 南三原給油所　千葉県南房総市和田町下三原389-5
- 江見給油所　千葉県鴨川市江見青木610-4
- 長狭給油所　千葉県鴨川市大川面1031-1
- 西条給油所　千葉県鴨川市花房65-1
- 館山農機センター　千葉県館山市北条1412-4
- 内房農機センター　千葉県南房総市谷向67-1
- 南房農機センター　千葉県南房総市岩糸2601-1
- 鴨川農機センター　千葉県鴨川市八色560-1
- 福祉センター　千葉県館山市那古391-1
- 旅行センター　千葉県館山市北条2032-1
- JAグリーン館山店　千葉県館山市安布里448-1
- JAグリーン鴨川店　千葉県鴨川市八色557-1
- ライスショップ　千葉県館山市北条1412-4
- 食材センター　千葉県南房総市岩糸2601-1
- 葬祭センター　千葉県南房総市白子987-1
- 飼料供給センター　千葉県南房総市千倉町川戸1195
- 哺育センター　千葉県南房総市和田町下三原231
- クーラーステーション　千葉県南房総市岩糸2588
- ふれあい牧場　千葉県南房総市荒川871